# Exodexia uruhuasi
Exodexia uruhuasi là một loài ruồi trong họ Tachinidae.